# Kościół Matki Boskiej Królowej Świata w Sądowlu
Kościół Matki Boskiej Królowej Świata w Sądowlu – katolicki kościół filialny zlokalizowany w Sądowlu (części wsi Lechitów, powiat górowski, województwo dolnośląskie) w archidiecezji wrocławskiej. Należy do parafii św. Józefa Oblubieńca Najświętszej Maryi Panny w Wąsoszu.

## Historia

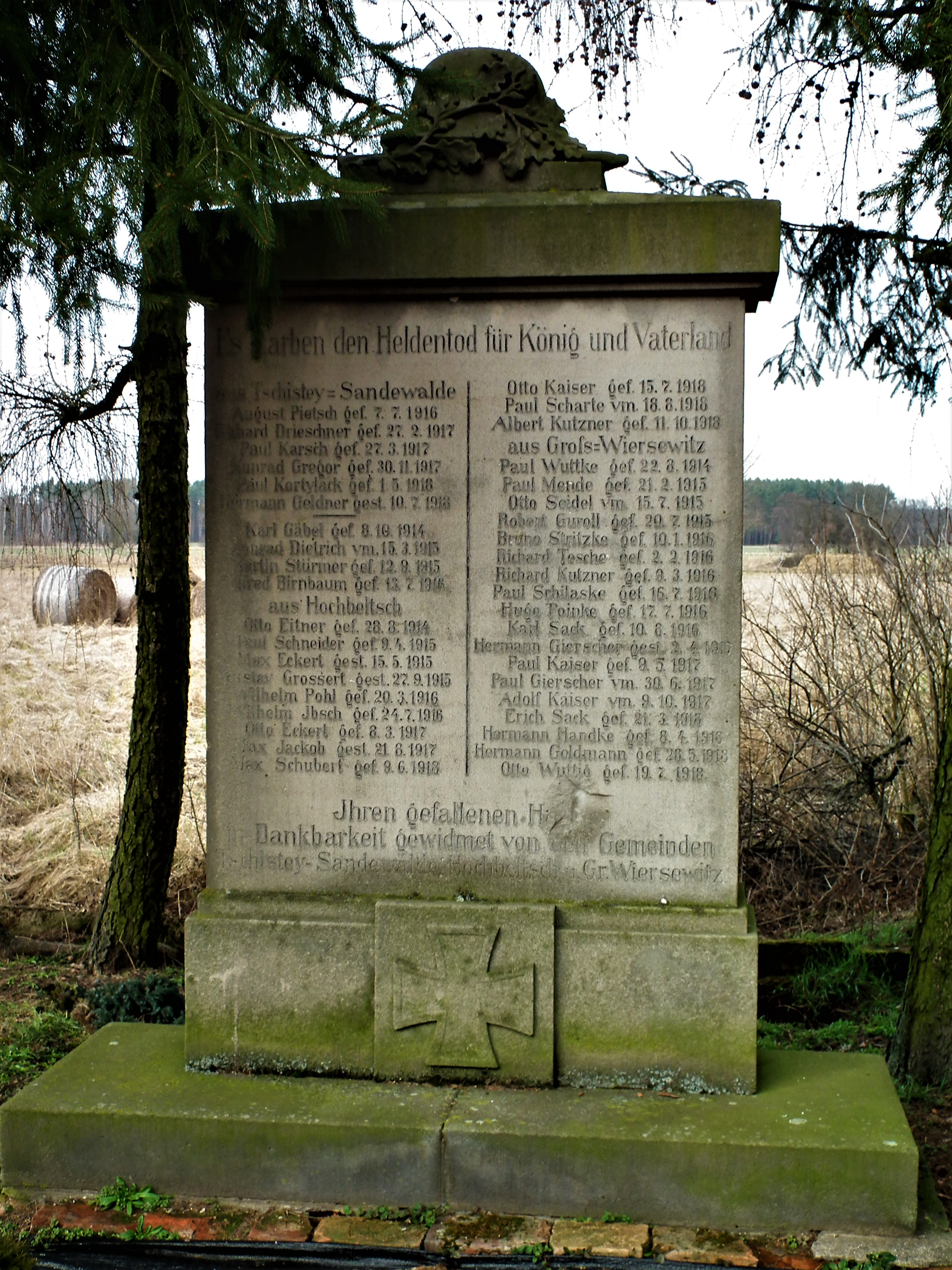
Pomnik poległych w I wojnie światowej

Kościół we wsi istniał już w 1260 i nosił wezwanie św. Agaty. Budowa kolejnej świątyni (pierwotnie wzniesionej dla lokalnej społeczności protestanckiej) rozpoczęła się w 1821, a zakończono ją w 1822, po dziewięciu miesiącach prac. W czasie II wojny światowej obiekt zniszczono w około 50% i uruchomiono ponownie do celów religijnych w 1948, już jako katolicki. 2 czerwca 1972 świątynia uzyskała wpis do rejestru zabytków.

## Architektura
Kościół reprezentuje styl klasycystyczny, jest murowany z gzymsem wieńczącym, lizenami i ostrołukowymi oknami. Ośmioboczna wieża wyrasta z dachu od zachodu. W ścianę zewnętrzną wmurowane są dwie płyty nagrobne.

## Wyposażenie
Wyposażenie jest skromne. Ołtarz reprezentuje styl klasycystyczny, a ambona jest manierystyczna. Organy są z 1881, a ich konstruktorem było przedsiębiorstwo „Gebrüder Walter” z Góry. Zachowało się również epitafium z XVIII wieku.

## Otoczenie
Przy kościele znajduje się pomnik poległych w I wojnie światowej. Ma formę prostokątnej płyty na cokole z krzyżem u dołu.